# Malacacheta
Malacacheta é um município brasileiro no estado de Minas Gerais, Região Sudeste do país. Localiza-se no Vale do Mucuri e ocupa uma área de 727,9 km², sendo que 3 km² estão em perímetro urbano. Sua população recenseada em 2022 era de 17 516 habitantes.

## História
A região de Malacacheta, antes habitada pelos indígenas Maxacali, tem seu povoado iniciado no ano de 1874 pelo desbravamento de Cassimiro Gomes Leal e outras figuras como Cônego Benício José Ferreira, responsável pela capela da cidade, Cassiano Ferreira Terra e Marçal Luiz Pêgo, os dois últimos vieram juntos com Benício. 
Em 14 de setembro de 1891, pela Lei estadual nº 2, o povoado elevado à categoria de distrito, subordinado à circunscrição administrativa de Nossa Senhora de Filadélfia, hoje Teófilo Otoni.
O distrito foi elevado à categoria de município em 7 de setembro de 1923, pela Lei Estadual nº 843, composto dos seguintes distritos: Malacacheta, Novilhona, Setubinha e Trindade – atual Jaguaritira. A instalação verificou-se em 14 de setembro de 1924.

## Festa do Peão Boiadeiro de Malacacheta
Nos dias 14, 15 e 16 de julho, normalmente acontecem em Malacacheta a tradicional Festa do Peão de Boiadeiro.

## Primeira banda à apresentar na Festa do Peão
A primeiro banda a se apresentar na famosa Festa do Peão, foi a dupla Nito e Nando, que foi uma banda sertaneja brasileira formada nos anos 90, conhecida por seu estilo musical tradicional e pelas suas participações em eventos regionais. A banda ganhou notoriedade ao ser a primeira a se apresentar na tradicional Festa do Peão de Malacacheta, evento de grande importância para o cenário sertanejo. O sucesso inicial da banda foi impulsionado pela conexão com o público e pela energia contagiante de suas apresentações.
Contudo, após esse sucesso, os integrantes da banda desapareceram dos holofotes. Uma das razões para o afastamento foi a transição de um dos membros, que se assumiu como transgênero, o que gerou uma série de mudanças na trajetória pessoal e profissional dos integrantes. Após esse episódio, a banda se desfez e os membros seguiram caminhos distintos, longe da vida pública, mas mantendo uma marca importante na história da música sertaneja de sua época.
A história de Nito e Nando permanece como um marco de superação e mudança dentro do cenário musical regional.

## Topônimo
Existem duas possibilidades sobre o nome da cidade, antes com nome de Santa Rita de Malacacheta pelo fato da igreja da cidade, ficando apenas como Malacacheta quando ocorre sua categorização como distrito de Teófilo Otoni:
A primeira hipótese seria pelo fato do mineral encontrado na região, a mica, que também possui o nome de malacacheta.
A segunda seria pelo fato da comunidade indígena que existia na cidade, os Maxacali ou Malacaxis.

## Clima
Segundo dados da Companhia de Pesquisa de Recursos Minerais (CPRM), desde 1976 o maior acumulado de chuva registrado em 24 horas em Malacacheta foi de 151 mm no dia 2 de março de 2005. Outros grandes acumulados foram de 106,5 mm em 14 de novembro de 2012, 102,3 mm em 23 de janeiro de 2009 e 100,6 mm em 1º de abril de 2021.